# Clã Kitabatake
O Clã Kitabatake (家畠家, Kitabatake-shi) é um clã japonês da província de Ise que descende do Ramo Murakami Genji do Clã Minamoto. Eles eram ardentes defensores do Imperador Go-Daigo durante o início do Período Nanboku-chō, liderados por Kitabatake Chikafusa. Eles permaneceram leais à Corte do Sul por todo período e foram influentes na região de Kansai no período Sengoku. 
Este sub-ramo dos Kitabatake descendia do filho de Chikafusa, Kitabatake Akiyoshi. Eles ocuparam uma área na província de Ise. O clã Kitabatake começou a perder influência após o ataque de Oda Nobunaga ao seu castelo e em 1630 já não existia ninguém com esse nome familiar. 
Em 1871 um sub-ramo do Clã Koga iniciado por Koga Tatemichi voltou a utilizar o nome Kitabatake. Mais tarde um monge chamado Kitabatake, serviu como um dos principais sacerdotes dos festivais do Santuário Xintoísta Shikiyama.

## Lideres do Clã
Lista parcial de líderes do Clã Koga
1. Kitabatake Masaie (北畠 雅家)
2. Kitabatake Morochika (北畠師親 - ????-1289)
3. Kitabatake Moroshige (北畠師重 - 1289-1307)
4. Kitabatake Chikafusa (北畠 親房 - 1307-1338)
5. Kitabatake Akiyoshi (北畠 顕能, - 1338-1376)